# 超人力霸王系列
《超人力霸王系列》是日本圓谷製作於1966年（昭和41年）創立的一系列特攝電視劇作品或其跨媒體製作系列，且為作品中架空世界和共同世界登場的巨大變身英雄名稱。當前，此系列共分為1966年至1969年的TBS版最初的空想特摄系列，及和後來由圆谷制作衍生的超人力霸王系列。該系列的第一部作品為《超異象之謎》（1966年）。
《超人力霸王系列》在业界评论和商业收益的方面都获得很大的成功，在日本本地，該系列由多名編劇和特攝監督執導，與、《超級戰隊系列》并稱為最受歡迎的特攝長壽節目 。該系列也是怪獸類型特攝最著名的子類型，與《哥吉拉系列》和《系列》系列並列。
至今為止59年的悠久歷史中，《超人力霸王系列》共誕生35部作品，除了電視劇之外，这个系列也扩展至海外地區，及電影、動畫、小說、漫画、電子遊戲等領域。

## 概要

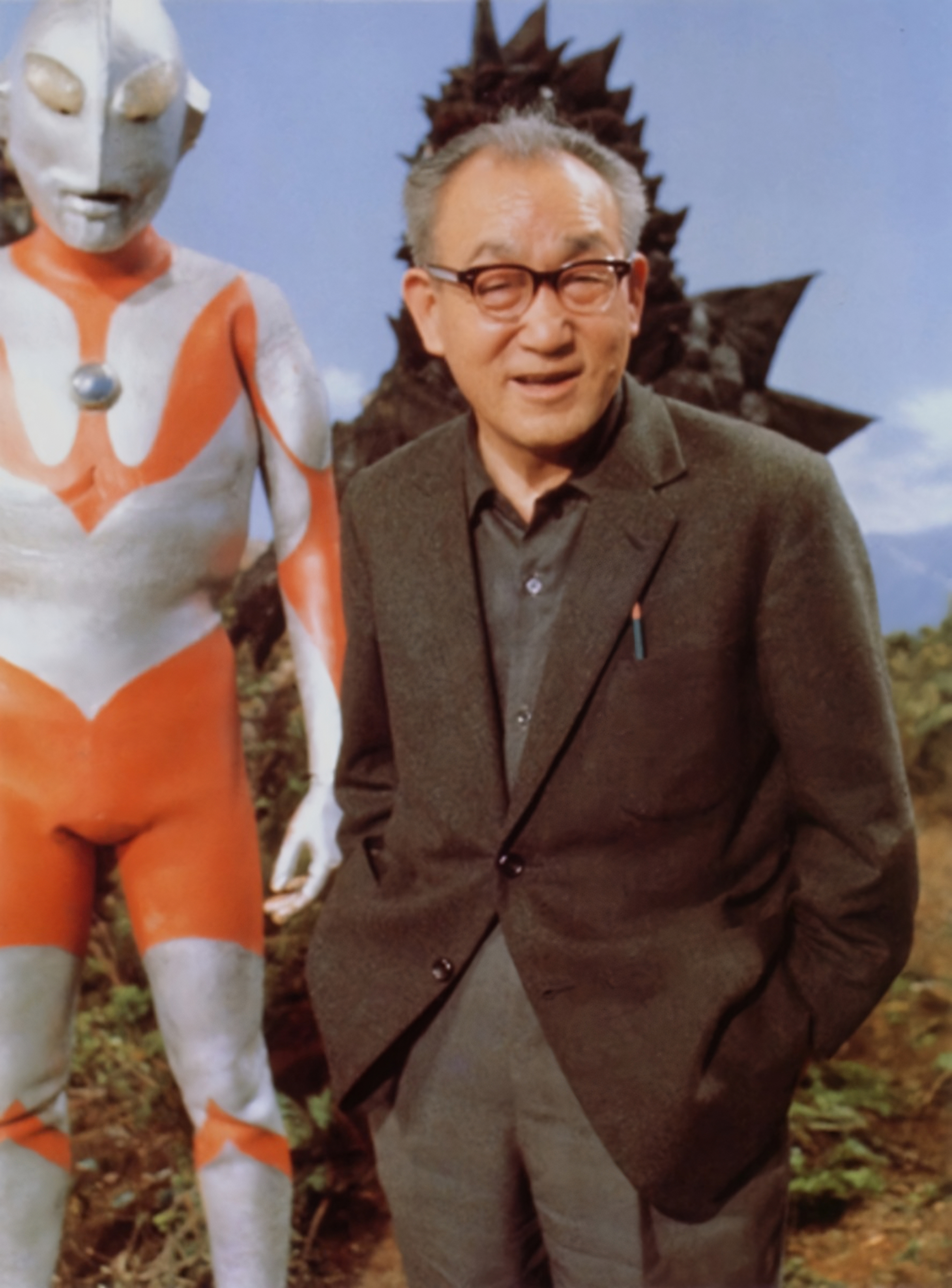
圓谷英二為超人力霸王系列的主要開創者。

1960年代，圓谷英二在離開東寶後，將家中設立「圓谷特技研究所」改組為「株式會社圓谷特技製作」，1966年，則與旗下團隊開始拍攝籌備了數年之久，以當時最爲先進的技術進行拍攝「空想特攝系列」為名（ウルトラシリーズ）的怪獸連續劇。分别是以1966年的《奥特Q》為首，同年的《奥特曼》，以及1967年的《超人七號》，其中奥特曼則建立了新的軸心「人類的防衛隊組織」和「巨大英雄與怪獸對戰」，並成為日後系列沿用的基礎。自1971年開始，圓谷公司開始製作數部超人力霸王作品，該劇則成為了後來「超人力霸王系列」的鼻祖作品。
在劇中多數的設定，超人力霸王是來自距離地球300萬光年，一個技術先進的文明「M78星雲光之國」的宇宙人，該種族最初與人類相同。隨著等離子火花的激活，他們已經從人類進化到現在的狀態，並擁有巨大的體型及和各種超能力，最他們有著強烈的正義感和責任感，因此大多數超人力霸王加入「宇宙警備隊」以維護宇宙的和平，保護弱勢的族群遠離入侵者和怪獸的入侵。隨著系列的擴展，超人力霸王的設定也日益呈現多樣化的趨勢。

### 名稱
除了1967年的《超人七號》製作當初原本即視為獨立作品（當時亦並無將超人力霸王系列化的構想），以及《艾斯·奥特曼》原企劃名稱為《超人A》（ウルトラA），但最終歸因於商标權而改名的特殊狀況之外，目前扩展的系列片名中均以「奥特曼」为开头。在中文译名方面，台灣自1960至1990年代期間，分別陸續有《飛天超空人》、《大超人》、《銀河飛超人》、《超人戰士》、《怪獸超人》、《宇宙超人》等不同譯名，當前則以首見於1976年的譯名《超人力霸王》統一採用之。
香港一般直稱系列名稱為《超人》，1990年代初以来，民間開始使用帶點戲謔成份的稱呼《鹹蛋超人》用以區分美國DC漫畫的著名英雄角色（Superman），因其雙眼形狀像似鹹鴨蛋剖開兩半放。台灣、新加坡、馬來西亞的民間及華文媒體亦經常稱呼系列名為「鹹蛋超人」。台灣代理商因受制於版權問題（如曼迪傳播、木棉花國際）及電視頻道（如華視、三立、衛視、緯來、卡通頻道）皆曾於《迪卡》至《梅比斯》播出期間改以「鹹蛋超人」作為譯名。
2000年起，隨「超人力霸王」做為總體稱呼的使用方式在台灣已經漸漸整合，自2009年起，《馬克斯》在作品標題及中配皆排除「鹹蛋超人」之名稱，亦是超人力霸王系列影像在台灣發行史中首次統一譯名，並在當前正式以「超人力霸王」供圓谷製作官方、代理商授權及民間人士使用。
上海东方电视台自1993年起陆续引进该系列作品，并根據其英语諧音翻譯為《奧特曼》播出，此後中國大陸一直沿用该音译名称。2016年12月，香港多利安創意文化取得兩岸三地代理，宣布歷代超人總稱譯名為《奧特曼英雄》（Ultra Heroes），但圓谷方面則尊重各地的命名，仍讓其維持原名。

### 人氣
《超人力霸王系列》品牌在過去1966年到1987年，曾创造了74亿美元 的商品销售收入，相当于经通货膨胀因素调整后的200亿美元。也曾是過去全球第三大畅销授权的經典角色，这主要归功于他在亚洲的人气。此外，超人力霸王的形象在日本流行文化中很受欢迎，並影響了大量的日本動畫及漫畫系列作品。
此外，由於當前系列仍是持續播映中的『長壽節目』，於2013年被认定为吉尼斯世界纪录中「製作了最多衍生系列作的电视节目」，並在2015年再次刷新了世界记录。
截至2022年8月，《超人力霸王系列》的內容、產品和服務已在全球約100多個國家/地區發行，圓谷製作已經正式在他們的YouTube頻道上廣泛發布系列影像等內容，該頻道的訂閱者已超過200萬。在中國，2017年7月至2018年3月間，《超人力霸王系列》在串流媒體服務上獲得約18億次觀看。2019年11月，漫威漫畫宣布與圓谷合作，將在2020年出版《超人力霸王》漫畫書。
2022年，野獸國股份有限公司與圓谷製作正式聯合簽署代理店授權合約，雙方於2022年4月1日起於臺灣進行「超人力霸王」及圓谷製作影像、商品、廣告代言、展覽活動之授權。

## 作品

### 昭和作品

#### 第一期（ULTRA/空想特攝系列）
1966年1月2日，在TBS及武田藥品工業獨家提供的「武田時間」（タケダアワー）時段提供的贊助，由圓谷英二創立的特攝劇《超異象之謎》開播，憑藉一年的製作期和超常的預算，之前只能在電影裡看到的怪獸們，以此為開端每周都會在電視上出現的魅力，因此立即在日本各地引起「怪獸熱潮」，後續《超人力霸王》的播放，由此產生爆炸性的社會現象。TBS將此系列命名為「ULTRA系列（ウルトラ・シリーズ）」，當圓谷製作的製作體制確立後，TBS將原定共26話的東映作品《太空歷奇》的集數削減2話，提前播出《超人七號》 ，然而順應當時時代著重於妖怪與運動勵志熱潮的宣傳，使得《超人七號》後半的收視率低落，媒體則將《超人七號》的完結等同於「怪獸熱潮的終結」。
在「怪獸熱潮」結束後，TBS隨後在主打“妖怪熱潮”的《怪奇大作戰》上加入「ULTRA系列」標題，這也是TBS「ULTRA系列」的最後一部作品。。
時至今日，隨著《超人力霸王系列》的整合，昭和第一期的作品包括《超異象之謎》、《超人力霸王》和《超人七號》這三部作品都被圓谷歸類為「空想特攝系列」。
| 開創年份 | 中文標題   | 日文標題           | 英文標題           | 播放日期及附註 |
| -------- | ---------- | ------------------ | ------------------ | --- |
| 1966年   | 超異象之謎 | ウルトラQ          | Ultra Q            | 1966年（昭和41年）1月2日至7月3日，全28話。 本片為黑白攝製作品。                                                        |
| 1966年   |            | ウルトラマン       | Ultraman           | 1966年（昭和41年）7月17日至1967年（昭和42年）4月9日播出。 全39話。                                                     |
| 1967年   | 太空歷奇   | キャプテンウルトラ | Captain Ultra      | 1967年（昭和42年）4月16日-9月24日期間播出。由東映製作， 全26話，僅屬「空想特攝系列」一部分，並非超人力霸王系列。       |
| 1967年   | 超人七號   | ウルトラセブン     | Ultraseven         | 1967年（昭和42年）10月1日至1968年（昭和43年）9月8日播出。 全49話。                                                     |
| 1968年   | 怪奇大作戰 | 怪奇大作戦         | Operation: Mystery | 1968年（昭和43年）9月15日至1969年（昭和44年）3月9日期間播出。 全26話，僅屬「空想特攝系列」一部分，並非超人力霸王系列。 |

#### 第二期
圓谷英二於1970年逝世後，圓谷製作開始策劃全新的系列作品，並於1971年4月開始播放《歸來的超人力霸王》。 與前兩部作品具有科幻氛圍不同的是，這部作品的世界觀更貼近當下時代的日本社會，主角被描繪成一個成長中的年輕人。當與超人力霸王合而為一後，他需要承擔起作為英雄的責任，與隊友發生衝突，與怪獸和宇宙人的戰鬥中將失去重要之物等要素，因此主角成功克服了許多困難，成為了此階段作品劇情的主要內容。
此外，作品大幅增加了主角的私生活以及市井人民的互動，使得青春和家庭劇情的氛圍也越來越濃厚，與當時熱播的假面騎士系列一同引發了第二次怪兽热潮。第二期系列最大的特點是奠定了作為系列特色的「超人兄弟」要素，此設定首先在《衛司》中確立並明確使用，並在《太郎》中發展成「超人力霸王家族」的方向。然而，直到《雷歐》播出後，由於系列風格大幅度更改，以及第一次石油危機帶來的氛圍影響，導致該劇集的收視率達到系列的低谷，使得圓谷被迫將系列暫時擱置。 
在1975年3月13日，《每日新聞》晚間報頭條為「再見，超人力霸王」，報道了此部作品的結束以及第二期作品的完結。
| 開創年份 | 中文標題       | 日文標題               | 英文標題           | 播放日期及附註                                                                                |
| -------- | -------------- | ---------------------- | ------------------ | --------------------------------------------------------------------------------------------- |
| 1971年   | 歸來的超人     | 帰ってきたウルトラマン | Return of Ultraman | 1971年（昭和46年）4月2日-1972年（昭和47年）3月31日播出。 全51話。                             |
| 1972年   | 超人力霸王衛司 | ウルトラマンA          |                    | 1972年（昭和47年）4月7日-1973年（昭和48年）3月30日播出。 全52話。                             |
| 1973年   | 超人力霸王太郎 | ウルトラマンタロウ     | Ultraman Taro      | 1973年（昭和48年）4月6日-1974年（昭和49年）4月5日播出。 全53話。 圓谷製作創立10週年紀念劇集。 |
| 1974年   | 超人力霸王雷歐 | ウルトラマンレオ       | Ultraman Leo       | 1974年（昭和49年）4月12日-1975年（昭和50年）3月28日播出。 全51話。                            |

#### 第三期
儘管系列在《雷歐》結束的同時再次落下帷幕，但在1970年代後半期，超人力霸王系列的劇集、剪輯電影數次在電視台重新播映，圓谷後於1979年於日昇合作，製作系列首部的動畫影集，同時也是首部獨立世界觀的《The☆Ultraman》，並在隔年再度製作真人劇集《80》，作為新企劃的一項創新，該作品則是以進步的特效技術及校園劇的引入為主打宣傳。
然而當《80》開始播映後，收視率及周邊商品效益遠低於市場預期，曾擔任圓谷製作社長的圓谷英明表示，由於《80》的失敗使得因此圓谷與TBS關係惡化，最終兩邊談判破裂，隨之而來的是系列進入約16年的空白期，製作部門解散，圓谷也因版權收入穩定而不願製作全新的電視劇。
| 開創年份 | 中文標題     | 日文標題        | 英文標題     | 播放日期及附註                                                                                         |
| -------- | ------------ | --------------- | ------------ | --- |
| 1979年   | The☆Ultraman | ザ☆ウルトラマン | The Ultraman | 1979年（昭和54年）10月1日-1980年（昭和55年）3月26日播出。 全50話。本片為動畫作品。                     |
| 1980年   | 超人力霸王80 | ウルトラマン80  | Ultraman 80  | 1980年（昭和55年）4月2日-1981年（昭和56年）3月25日播出。 全50話。 昭和時期最後一部超人力霸王系列作品。 |

### 平成作品

#### 第一期（20世紀，TDG系列）
當《80》結束16年後，1996年，為了慶祝超人力霸王誕辰30週年紀念，圓谷開始策劃全新的電視劇作品，而位於大阪的TBS附屬電視台每日放送提供了播映時段。 首部作品《迪卡》摒棄了昭和系列M78星雲光之國的傳統設定，採用了全新宇宙的形式，呈現全新概念的世界觀和英雄角色，並引入了「型態變化」設定，使得英雄擁有更多豐富的能力和視覺呈現。 雖然在拍攝方面仍使用膠卷，但大幅增加了新興的CG技術。
這三部劇集播出後，由於作品充分描繪了主角、配角和常設角色在人格和塑造上的深刻刻畫，獨特的世界觀設計，對社會問題、科學與倫理、道德人性、軍事以及多元化情節的深刻批判，吸引了大量觀眾，並在日本國內和海外市場獲得了熱烈的迴響和高度評價。由於作品的創新與突破，最終被譽為「平成三部曲」或「平成初期三部曲」，亦或稱「TDG」，被視為超人力霸王系列的「復興之作」。
| 開創年份 | 中文標題       | 日文標題           | 英文標題      | 播放日期及附註 |
| -------- | -------------- | ------------------ | ------------- | --- |
| 1996年   | 超人力霸王迪卡 | ウルトラマンティガ | Ultraman Tiga | 1996年（平成8年）9月7日-1997年（平成9年）8月30日播出。 全52話，共有一部劇場版及OV系列。 平成時期首部超人力霸王系列作品。 超人力霸王系列30週年紀念劇集。 第29回星雲獎電影·表演·多媒體部門獲獎作品 |
| 1997年   | 超人力霸王帝納 | ウルトラマンダイナ | Ultraman Dyna | 1997年（平成9年）9月6日-1998年（平成10年）8月29日播出。 全51話，共有一部劇場版及OV系列。 |
| 1998年   | 超人力霸王蓋亞 | ウルトラマンガイア | Ultraman Gaia | 1998年（平成10年）9月5日-1999年（平成11年）8月28日播出。 全51話，共有一部劇場版及OV系列。 |

#### 第二期（21世紀）
2001年，因應圓谷英二誕辰100週年和超人力霸王系列誕生35週年，圓谷與每日放送製作的《高斯》正式播映，此階段至2007年前被統稱為「平成第二期」作品，其中除《高斯》與相關作品皆被視為獨立作外，後續製作組從每日放送更改為CBC電視台的《納克斯》、《馬克斯》及《梅比斯》三作則被稱為「高概念超人力霸王作品」(ハイコンセプトウルトラマンシリーズ)。
在四部作品中，所表達的戰鬥風格、劇情主軸上與常規的昭和系列、平成三部曲不同。其中《納克斯》是作為「ULTRA N PROJECT」系列的一部分製作，該企劃主要目的是『創造全新的超人力霸王形象』，《馬克斯》則是以回歸昭和第一期氛圍的「回歸原點」為主題。作為系列40週年系列作的《梅比斯》則繼承了昭和系列的世界觀，並藉由大量懷舊的元素闡明與舊作品間的聯繫。
然而，由於「高概念系列作品」三作並未得到足夠的宣傳，加上圓谷製作經營困難等因素，收視率和玩具銷量方面相當低迷，《梅比斯》完結後，此時階段的超人力霸王系列將轉向間歇性製作，如短期製作OV作品、院線電影，圓谷製作最終在2007年後因不堪長期虧損而將股權全數售予TYO，之後則由Fields和萬代所接手，並掌管股權。
| 開創年份 | 中文標題         | 日文標題             | 英文標題        | 播放日期及附註 |
| -------- | ---------------- | -------------------- | --------------- | --- |
| 2001年   | 超人力霸王高斯   | ウルトラマンコスモス | Ultraman Cosmos | 2001年（平成13年）7月7日-2002年（平成14年）9月28日播出。 全65話，共有三部劇場版。 21世紀首部超人力霸王系列作品。 超人力霸王系列35週年紀念劇集。 |
| 2004年   | 超人力霸王納克斯 | ウルトラマンネクサス | Ultraman Nexus  | 2004年（平成16年）10月2日-2005年（平成17年）6月25日播出。 全37話，共有一部劇場版。                                                              |
| 2005年   | 超人力霸王馬克斯 | ウルトラマンマックス | Ultraman Max    | 2005年（平成17年）7月2日-2006年（平成18年）4月1日播出。 全39話。                                                                                |
| 2006年   | 超人力霸王梅比斯 | ウルトラマンメビウス | Ultraman Mebius | 2006年（平成18年）4月8日-2007年（平成19年）3月31日播出。 全50話，共有一部劇場版及OV系列。 超人力霸王系列40週年紀念劇集。                        |

平成時代總集篇 
- 《超人力霸王列傳》

2011年（平成23年）7月6日-2013年（平成25年）6月26日播出，全104話。

#### 大怪獸格鬥
| 開創年份 | 中文標題                                        | 日文標題                                              | 英文標題                                               | 播放日期及附註                                                                |
| -------- | ----------------------------------------------- | ----------------------------------------------------- | ------------------------------------------------------ | ----------------------------------------------------------------------------- |
| 2007年   | 超級銀河大怪獸格鬥                              | ウルトラギャラクシー大怪獣バトル                      | Ultra Galaxy Mega Monster Battle                       | 2007年（平成19年）12月1日至2008年（平成20年）2月23日播出。全13話。            |
| 2008年   | 超級銀河大怪獸格鬥 NEVER ENDING ODYSSEY         | ウルトラギャラクシー大怪獣バトル NEVER ENDING ODYSSEY | Ultra Galaxy Mega Monster Battle: Never Ending Odyssey | 2008年（平成20年）12月20日至2009年（平成21年）3月14日播出。全13話。           |
| 2009年   | 大怪獸格鬥_超銀河傳說_THE_MOVIE                 | 大怪獣バトル ウルトラ銀河伝説 THE MOVIE               | Mega Monster Battle: Ultra Galaxy                      | 2009年（平成21年）12月12日上映電影作品。                                      |
| 2010年   | 超人力霸王傑洛 THE MOVIE 超決戰！貝利爾銀河帝國 | ウルトラマンゼロ THE MOVIE 超決戦！ベリアル銀河帝国   | Ultraman Zero: The Revenge of Belial                   | 2010年（平成22年）12月23日上映電影作品。 超人力霸王系列45週年紀念電影第一彈。 |
| 2012年   | 超人力霸王傳奇                                  | ウルトラマンサーガ                                    | Ultraman Saga                                          | 2012年（平成24年）3月24日上映電影作品。 超人力霸王系列45週年紀念電影第二彈。  |

大怪獸格鬥/赛罗奥特曼總集篇 
- 《超級傑洛格鬥（日语：ウルトラゼロファイト）》

2012年（平成24年）8月1日至2013年（平成25年）3月27日播出。全23話。
- 《超人力霸王傑洛 THE CHRONICLE（英语：Ultraman_Zero:_The_Chronicle）》

2017年（平成29年）1月7日至6月24日播出。全25話。

### 新生代英雄系列（平成 / 令和）
在2012年上映《超人力霸王傳奇》後，重新改組的圓谷製作部門則開始進行全新原創作品的製作計畫，此階段時期的作品自2013年《銀河》播出後，除稱之為「平成第三期、令和作品」外，現則統稱為新生代英雄系列作品 (ニュージェネレーションヒーローズ)。
此階段則以是專注在主角或是超人主題的「英雄公式化」為架構，並在不同作品調性的發展上進行充足的刻畫，同時也有穿插大量舊作角色回歸。且協助主角一方的元素出現，同時因受限因素，作品的放送時間則皆以半年番為主，製作組則更改為東京電視台，當前圓谷在配合新作品的電視首播時段，會於YouTube的官方頻道上免費同步進行首播播映。
| 開創年份 | 中文標題         | 日文標題               | 英文標題         | 播放日期及附註 |
| -------- | ---------------- | ---------------------- | ---------------- | --- |
| 2013年   | 超人力霸王銀河   | ウルトラマンギンガ     | Ultraman Ginga   | 2013年（平成25年）7月10日至同年12月18日播出。 全14話。共有兩部劇場版，屬《新超人力霸王列傳》作品。 圓谷製作創立50週年記念劇集。 |
| 2014年   | 超人力霸王銀河S  | ウルトラマンギンガS    | Ultraman Ginga S | 2014年（平成26年）7月15日至同年12月23日播出。 全16話，共有一部劇場版。屬《新超人力霸王列傳》作品。                              |
| 2015年   | 超人力霸王X      | ウルトラマンX          | Ultraman X       | 2015年（平成27年）7月14日至同年12月22日播出。 全22話，共有一部劇場版。屬《新超人力霸王列傳》作品。                              |
| 2016年   | 超人力霸王歐布   | ウルトラマンオーブ     | Ultraman         | 2016年（平成28年）7月9日至同年12月24日播出。 全25話，共有一部劇場版和網路原創影集。 超人力霸王系列50週年紀念劇集。              |
| 2017年   | 超人力霸王捷德   | ウルトラマンジード     | Ultraman         | 2017年（平成29年）7月8日至同年12月23日播出。 全25話，共有一部劇場版。                                                           |
| 2018年   | 超人力霸王羅布   | ウルトラマン           | Ultraman         | 2018年（平成30年）7月7日至同年12月22日播出。 全25話，共有一部劇場版。 平成時期最後一部超人力霸王系列作品。                      |
| 2019年   | 超人力霸王大河   | ウルトラマンタイガ     | Ultraman Taiga   | 2019年（令和元年）7月6日至同年12月28日播出。 全25話，共有一部劇場版。 令和時期首部超人力霸王系列作品。                          |
| 2020年   | 超人力霸王Z      | ウルトラマンZ          | Ultraman Z       | 2020年（令和2年）6月20日至12月26日播出。 全25話。 第52回星雲獎電影·表演·多媒體部門獲獎作品。                                    |
| 2021年   | 超人力霸王特利卡 | ウルトラマントリガー   | Ultraman         | 2021年（令和3年）7月10日至2022年（令和4年）1月22日播出。 全25話，TDG系列25週年作品。 共有一部劇場版。                           |
| 2022年   | 超人力霸王德卡   | ウルトラマンデッカー   | Ultraman         | 2022年（令和4年）7月9日至2023年（令和5年）1月21日播出。 全25話，TDG系列25週年作品。 共有一部劇場版。                            |
| 2023年   | 布莱泽奥特曼     | ウルトラマンブレーザー | Ultraman         | 2023年（令和5年）7月8日至2024年（令和6年）1月20日播出。 全25話。 共有一部劇場版。                                               |
| 2024年   | 超人力霸王雅克   | ウルトラマンアーク     | Ultraman         | 2024年（令和6年）7月6日至2025年（令和7年）1月18日播出。 全25話。 共有一部劇場版。                                               |
| 2025年   | 超人力霸王OMEGA  | ウルトラマンオメガ     | Ultraman         | 2025年（令和7年）7月5日播出。                                                                                                   |

新生代英雄總集篇 
- 《新超人力霸王列傳》

2013年（平成25年）7月10日-2016年（平成28年）6月25日播出。全155話。
- 《超級勝利格鬥（英语：Ultra Fight Victory）》

2015年（平成27年）3月31日至6月23日播出。全13話。
- 《超人力霸王Orb THE CHRONICLE（英语：Ultraman Orb: The Chronicle）》

2018年（平成30年）1月6日至6月30日播出。全26話。
- 《超人力霸王 新世代年代記（英语：Ultraman New Generation Chronicle）》

2019年（平成31年）1月5日至（令和1年）6月29日播出。全25話。
- 《超人力霸王 年代記 ZERO&GEED（英语：Ultraman Chronicle Zero & Geed）》

2020年（令和2年）1月11日至6月13日播出。全23話。
- 《超人力霸王 年代記Z 英雄旅程》

2021年（令和3年）1月9日至6月26日播出。全25話。
- 《超人力霸王 年代記D 》

2022年（令和4年）1月29日至6月25日播出。全22話。
- 《超人力霸王 新世代之星》

2023年（令和5年）1月28日至6月24日播出。全22話。
- 《超人力霸王 新世代之星第二季》

於2024年（令和6年）1月27日至6月22日播出。全22話。
- 《超人力霸王 新世代之星第三季》

於2025年（令和7年）1月25日至6月20日播出。全22話。

### 海外
1980年代末期和1990年代初期，當時圓谷製作為了將超人力霸王推廣至海外地區，而與海外公司共同合作的一系列作品。
| 開創年份 | 中文標題         | 日文標題                 | 英文標題                       | 播放日期及附註                                                                          |
| -------- | ---------------- | ------------------------ | ------------------------------ | --------------------------------------------------------------------------------------- |
| 1988年   | 超人力霸王USA    | ウルトラマンUSA          | Ultraman: THE ADVENTURE BEGINS | 1988年10月首次於美國電視台播出，1989年（平成元年）4月28日於日本上映。 動畫電影作品。    |
| 1990年   | 超人力霸王葛雷   | ウルトラマンG            | Ultraman: Towards the Future   | 1990年9月至1991年5月以OV形式於日本發行，1995年7月8日至9月30日於日本播出。 全13話。      |
| 1993年   | 超人力霸王帕瓦德 | ウルトラマンパワード     | Ultraman: The Ultimate Hero    | 1993年12月至1994年8月以OV形式於日本發行，1995年4月8日至7月1日於日本播出。 全13話。      |
| 2024年   | ULTRAMAN：崛起   | ウルトラマン：ライジング | ULTRAMAN：RISING               | 2024年6月14日公映，由Netflix共同製作之美國電腦動畫電影。 由夏儂·廷德爾和約翰·青島執導。 |

### 其他
OV
| 開創年份      | 中文標題             | 日文標題                     | 英文標題                      | 播放日期及附註                                                                          |
| ------------- | -------------------- | ---------------------------- | ----------------------------- | --------------------------------------------------------------------------------------- |
| 1970年        | 超級格鬥             | ウルトラファイト             | Ultra Fight                   | 1970年9月28日– 1971年9月24日每日播出之5分鐘特攝作品。 共196話。                         |
| 1983年        | 安德魯超戰士         | アンドロメロス               | Andro Melos                   | 1983年（昭和58年）2月28日至4月29日播出。全45話。 屬雑誌連載、漫畫、節目跨媒體展開作品。 |
| 1994年-2002年 | 平成超人七號系列作品 | 平成ウルトラセブン           | Heisei Ultraseven             | 1994年開創，1994年3月21日至2002年9月25日製作之OV作品。 全16話，《超人七號》正宗續作。   |
| 1995年        | 超人力霸王雷歐斯     | ウルトラマンネオス           | Ultraman Neos                 | 1995年開創，2000年（平成12年）11月22日至2001年（平成13年）5月5日製作之OV作品。 全12話。 |
| 1999年        | 超人力霸王耐斯       | ウルトラマンナイス           | Ultraman Nice                 | 1999年（平成11年）10月 - 2000年（平成12年）9月播出之廣告形式作品。 全20話。             |
| 2003年        | 超人男孩與超人競技場 | ウルトラマンボーイのウルころ | Ultraman Boy's Ultra Coliseum | 2003年（平成15年）2月28日至2004年（平成16年）4月29日播出。 全45話。                     |
| 2007年        | 超人力霸王出光人     | ウルトラ出光人               | Ultra Idemitsujin             | :2007年（平成19年）1月13日至3月10日播出之出光廣告作品。 全6集。                         |

漫畫/網路劇
| 開創年份 | 中文標題            | 日文標題                       | 英文標題             | 播放日期及附註 |
| -------- | ------------------- | ------------------------------ | -------------------- | --- |
| 2011年   | ULTRAMAN 超人力霸王 | ULTRAMAN                       | ULTRAMAN             | 2011年12月開始在《月刊Hero's》連載。 清水榮一原作，下口智裕作畫之漫畫及3DCG動畫系列。                                            |
| 2019年   | 超級銀河格鬥        | ウルトラギャラクシーファイト   | Ultra Galaxy Fight   | 2019年9月29日開始於Youtube播出的特攝網路劇集。 目前共製作三季。                                                                  |
| 2020年   | 超人力霸王的崛起    | ザ・ライズ・オブ・ウルトラマン | The Rise of Ultraman | 2020年9月-於2021年1月於漫威漫畫連載，由凱爾·希金斯和馬特·格魯姆撰寫，弗朗切斯科·瑪娜 (Francesco Manna) 作畫之漫畫。 共一部續集。 |
| 2023年   | 超人力霸王雷古洛斯  | ウルトラマンレグロス           | Ultraman Regulos     | 2023年5月24日至7月4日於TSUBURAYA IMAGINATION播出的特攝網路劇集，全6話+1特別篇。                                                  |

電影
| 開創年份 | 中文標題       | 日文標題                                                         | 英文標題                                  | 播放日期及附註 |
| -------- | -------------- | ---------------------------------------------------------------- | ----------------------------------------- | --- |
| 1974年   | 猴王大戰七超人 | 原片名：หนุมาน พบ 7 ยอดมนุษย์ 日本上映片名：ウルトラ6兄弟VS怪獣軍団 | The 6 Ultra Brothers vs. the Monster Army | 1974年11月30日首次於泰國上映，1979年3月17日於日本上映，泰國萬歲公司合作電影作品。 後因超人力霸王海外版權爭議而被版權撤銷。 |
| 1996年   | 超人力霸王傑斯 | ウルトラマンゼアス                                               | Ultraman Zearth                           | 1996年3月9日（平成8年）播出之電影系列作品，全兩集。 超人力霸王系列30週年紀念電影。                                         |
| 2022年   | 新·超人力霸王  | シン・ウルトラマン                                               | Shin Ultraman                             | 2022年公映的日本電影。 由庵野秀明企劃和編劇、樋口真嗣執導。 「新·日本英雄宇宙」系列作品。 超人力霸王系列55週年紀念電影。   |

動畫
| 開創年份 | 中文標題       | 日文標題               | 英文標題                        | 播放日期及附註                                                                                               |
| -------- | -------------- | ---------------------- | ------------------------------- | --- |
| 1986年   | 宇宙小超人     | ウルトラマンキッズ     | Ultraman Kids                   | 1986年（昭和61年）4月16日至11月19日播出。 全24話，本片為動畫作品。                                           |
| 1993年   | 超人超鬥士激傳 | ウルトラマン超闘士激伝 | Ultra Super Legend: Andro Melos | 1993年至1997年於《Comic BomBom》連載。 三條陸原作，栗原仁繪畫之漫畫作品。 於1996年9月25日改編為OVA動畫作品。 |

### 深夜番組
| 開創年份 | 中文標題                 | 日文標題               | 英文標題             | 播放日期及附註                                          |
| -------- | ------------------------ | ---------------------- | -------------------- | ------------------------------------------------------- |
| 2004年   | 超異象之謎：Dark Fantasy | ウルトラQ dark fantasy | Ultra Q dark fantasy | 2004年（平成16年）2004年4月6日 - 9月28日播出。 全26話。 |
| 2007年   | 超人七號X                | ULTRASEVEN X           | ULTRASEVEN X         | 2007年（平成19年）10月5日至12月21日播出。 全12話。      |
| 2013年   | 新・超異象之謎           | ネオ・ウルトラQ        | Neo Ultra Q          | 2013年（平成25年）1月12日至3月30日播出。 全12話。       |

## 已知時空設定
超人力霸王的世界觀中擁有多元宇宙的設定，是由共同的元素、設定、表演和角色及跨界作品所建立的，屬一個無限多個多元宇宙。在本部系列的作品會將許多故事的背景設置在不同的宇宙中，來消除前後說法不一致的矛盾或是衍生連貫性的致敬故事。其中大多數故事都發生在虛構的「M78星雲光之國」宇宙，也可以說是故事演變最為複雜的一個：
- 「M78星雲光之國」宇宙中，從《超人力霸王》到《雷歐》再到《80》的系列，都顯示出此宇宙的故事推進，是藉由過去的英雄和怪獸的活躍與後期作品的客串聯繫起來，但由於每部作品都是獨立製作，因此不少設定並未有持續沿用，導致設定差異有所矛盾的情況發生。
- 《迪卡》和《帝納》是同一個獨立宇宙。此外，《得意快獸仔》的角色也出現在此宇宙中。
- 《納克斯》和《THE NEXT》是作為概念企劃「ULTRA N PROJECT」的作品製作，處於同一個獨立宇宙。雜誌《諾亞》活躍於「M78系列」的世界，最終被視為前傳穿梭至《納克斯》劇情發生的世界。
- 《The Ultraman》、《蓋亞》、《耐斯》和《高斯》各自是獨立的宇宙。然而，《超人力霸王》和《高斯》有一部分元素令人聯想與舊作的關係。
- 《超人七號X》設定在《超人七號》的平行世界。
- 《大怪獸格鬥》和《傑洛》相關作品，是按「M78星雲光之國」宇宙時間順序排列之後的故事，設定在未來世界，承認來自上述所有世界的角色的存在。
- 在《銀河》中，在名為暗火花戰爭的另一個世界的戰鬥，所有的戰士和怪獸都被送到了《銀河》的世界。在《大怪獸格鬥》之後的作品中，由於銀河危機的發生，戰士可以與不同世界觀的作品共同出演。

### M78星雲光之國的世界觀
昭和第一期的作品《超異象之謎》《超人力霸王》和《超人七號》過去在製作時，三作均被視為各自獨立的世界觀。如今，《超人力霸王》和《超人七號》往往被視為同一個宇宙，但也有不少以「本傳後世界觀」為性質的後日談/衍生作品，包括《平成超人七號系列作品》與《超人力霸王》的直接續作《40年後的真相》。
《USA》、《葛雷》、《帕瓦德》和《傑斯》是設定在《80》之前的作品世界的續集，但沒有強調相互聯繫的作品。另外，除了《傑斯》和《梅比斯》之外，以上作品並沒有提及過去的戰士和怪獸，主故事劇情和彼此之間的分支和無連貫性，故未和「M78星雲光之國」世界觀和其他獨立劇集有太多聯繫。
與其他作品不同，雖《梅比斯》時間點設定於《80》結局的25年後，但作品定位並不是昭和世界觀的直接續作，而是默認從《超異象之謎》到《80》都是同宇宙為前提下所發展的概念。
《雷歐斯》和《馬克斯》登場的戰士設定是來自M78星雲，但兩部作品各自都獨立於「M78星雲光之國」的世界觀。

## 設定
最初昭和時代的超人力霸王作品，幾乎超人力霸王的出身地均設定成來自「M78星雲」的宇宙人，但自1996年的《超人迪加》起則打破了這個傳統，並將超人加入了不同的型態轉換能力。
在很多系列作品的設定中，由於地球大氣層阻擋大量陽光，超人力霸王僅能在地球上活動大約3分鐘（但超人七號則並未特別做此設定）。實際上是因早期拍攝經費有限，在特攝畫面上並不能維持太久。通常超人力霸王往往選中某人類一方組織最勇敢的人或平民進行合為一體，以方便在地球活動。例如《超人力霸王》中的主角早田進，就是使用防衛隊的身份以方便在地球進行活動，至於選擇跟平民合為一體的例子在部分作品皆有出現，但也有非地球人與超人力霸王合為一體的例子。
在《超人七號》之後，英雄有時也會選擇擬態人類的樣貌在地球上生活和戰鬥，近年來的系列作品中也增加英雄會和其他戰士合體，變為不同英雄的設定。

### 地球防衛組織
在歷代系列中，經常出現「地球防衛軍」等人類單位，是作品中代表人類一方的正義組織，在劇情中時常與超人力霸王以及作亂的怪獸、宇宙人為三元素，共同支撐起故事情節的框架和主線，部分隊伍經常協助戰役成為超人力霸王的可靠戰友，也有部分劇情則是藉由隊伍的分歧延伸至軍事等社會議題，當前條例僅列出歷代TV、劇場版作品中所出現的防衛隊。
昭和
国際科学警察機構（ISPO）（超人力霸王）
科学特捜隊（科学特別捜査隊・SSSP）
防衛隊（防衛軍）
地球防衛軍（TDF）（超人七號系列）
超級警備隊 (Ultra Guard)
国際平和機構・地球防衛廳（TDA）（歸來的超人）
MAT（怪獣特別攻撃隊）
地球防衛機構（衛司）
TAC（超獣攻撃部隊）
地球防衛軍（太郎）
ZAT（宇宙科学警備隊）
地球警備隊（雷歐）
MAC（宇宙怪獸攻擊隊）
地球防衛隊
防衛隊
地球防衛軍（喬尼斯）
科學警備隊（SDA）
UNDA（地球防衛軍）（80）
UGM（Utility Government Members）
平成
地球和平聯合組織（TPC）（迪卡、帝納）
GUTS
Super GUTS
Black Buster
Super GUTS Mars
New Super GUTS
UNDF（地球防衛軍）
對根源破滅地球聯合（G.U.A.R.D.）（蓋亞）
XIG
煉金之星（Alchemy Stars）
防衛隊
綜合科學研究機構（SRC）（高斯）
TEAM EYES
TEAM SEA
MITI（科学研究所水無月工業技術研究所）
JADF（統合防衛軍）
鯊魚（国家緊急部隊）
地球解放機構（TLT）（納克斯）
TLT-J
夜襲隊（NR）（TLT-J特殊戦略任務班）
記憶警察（MP）
反生化武器處理部門（ABWD）
地球防衛聯合（UDF）（馬克斯）
- DASH（對怪獸防衛隊）

地球防衛隊（GUYS）（梅比斯）
CREW GUYS
CREW GUYS JAPAN
GUYS OCEAN
GUYS SPACE
GUYS ANTARCTICA
ZAP Spacy（大怪獸格鬥）
新生代
地球防衛隊（EDF）（傳奇）
国際防衛機構（銀河S）
UPG（特蒐隊）
地球防衛組織（UNVER）（X）
XIO（異種入侵防衛戰鬥部隊）
神秘現象追蹤者（SSP）（Orb）
VTL（科学特捜局貝特爾隊）
異星人捜査局（AIB）（捷德）
E.G.I.S.（大河）
警視廳公安部外事X課
地球防衛軍日本支部（GAFJ）（Z）
STORAGE（怪獸應對特殊空降機甲部隊）
MRC（怪獣研究中心）
地球和平同盟（TPU）（特利卡、德卡）
GUTS-SELECT
全球防衛勢力（GGF）（Blazar）
SKaRD（特殊怪獸對應分遣隊）
其他作品
超級武裝隊（Ultra Force）（USA）
國際維安組織（UMA）（葛雷）
全球特別調查網絡機關（W.I.N.R.）（帕瓦德）
國際防衛軍（傑斯）
Mydo（超宇宙防衛機構）（傑斯）
GOKAZOKU（耐斯）
國際防衛機構（DJ）（雷歐斯）
HEART (高科技全球警備隊)
GSG（地球防衛軍）（95版）
DFSF（新超異象之謎）
DEUS（特殊捜査組織）（七號X）
防災廳（新·超人）
禍威獸特設對策室專從班（禍特對，カトクタイ）

## 與萬代的關係
超人力霸王系列的大部分相關產品都是由萬代發布的，1978年，ポピー（當前萬代的男孩玩具部門）從破產的玩具公司Bullmark手中獲得系列的產品發行權，自那時以來，由於小學館的《Televi-kun》雜誌持續推廣人氣特攝作品，以及當時正值超級機器人熱潮和怪獸熱潮流行，使得萬代隨後開始推出以超人力霸王系列為中心的相關產品至今。
1980年代之後，萬代繼續贊助超人力霸王系列的電視劇集、電影等製作。2008年1月21日，已與日本電子遊戲公司南夢宮合併成為万代南梦宫控股子公司的萬代從當時TYO手中收購了圓谷製作約33.4%的股權，並獲得了包括超人力霸王系列在內的圓谷製作商品化权，2009年7月增持至49%的股權。目前由萬代子公司萬代Spirit持續發布玩具等周邊產品。

## 海外播映

### 香港
- 《超人》至《超人力霸王雷歐》於亞視本港台（原名麗的電視台）播出；《超人力霸王喬尼斯》至《超人力霸王梅比斯》於無線翡翠台播出；《超人X》開始於香港電視娛樂ViuTV播出。自《布莱泽奥特曼》起，受惠於圓谷的海外業務戰略，開始跟貼日本同期播出。（因配音工序，日本和香港播出時間相差共一星期）

### 台灣
全系列中在台灣最早出現的可考作品，為1971年2月10日在台上映的初代超人力霸王剪輯版電影《飛天超空人》（長編怪獣映画 ウルトラマン）。電視版系列作品，則是自《超人力霸王迪卡》開始（不計入圓谷與澳洲合製，先於1992年在臺灣播出的《終極星戰》），於1998年起正式開始陸續透過電視頻道以及網路平台等媒體播出（《超人力霸王梅比斯》至《超人力霸王X》僅透過網路串流平台上架）。
自《超人力霸王Orb》以後，該系列除在除網路平台上架之外，於電視頻道播出時皆固定於MOMO親子台首播。自《布莱泽奥特曼》起，受惠於圓谷的海外業務戰略，開始跟貼日本同期播出。

### 中國大陸
- 《宇宙英雄·奥特曼》于1993年1月，在上海东方电视台开播。
- 《宇宙英雄·杰克·奥特曼》于1993年6月，在上海东方电视台开播。
- 《宇宙英雄·艾斯·奥特曼》于1994年1月，在上海东方电视台开播。
- 《宇宙英雄·泰罗·奥特曼》于1994年7月，在上海东方电视台开播。
- 《宇宙英雄·雷欧·奥特曼》于1995年3月，在上海东方电视台开播。
- 《宇宙英雄·爱迪·奥特曼》于1995年11月，在上海东方电视台开播。
- 《迪卡》於2004年在上海电视台以及其他50多个电视台播出；自《超人X》起，奥特曼系列作品在中国大陆同步日本网络播出。《超人捷德》、《超人力霸王R / B》於愛奇藝、騰訊視頻、优酷視頻播出，《超人力霸王Orb》於愛奇藝、騰訊視頻、优酷、搜狐视频、乐视网播出，2021年起由於「先審後播」新制且審核時間延長，《超人力霸王Trigger》不再緊貼日本播放，而《超人力霸王Decker》由于提前拍摄缘故，得以緊貼日本播出。

### 爭議

#### 馬來西亞圖書禁令
2014年3月6日，馬來西亞內政部宣布禁止出版漫畫書《超人力霸王：超能力》，「因為內容有損公共秩序」。社交媒體用戶後來注意到，書中的一頁將超人力霸王尊王描述為神，在馬來西亞語中是阿拉伯語的阿拉。內政部後來證實，使用真主確實是禁令的原因，聲稱這種比較可能「混淆穆斯林兒童並損害他們的信仰」。

## 網路與串流平台
早於2006年，圓谷便開設了Youtube頻道，專門發放超人力霸王相關資訊，及後於2010年代至2020年代將日本最新播出的片集上載給海外觀眾收看。
2020年，解決了海外版權爭議後，圓谷便正式把官方Youtube頻道更名為ULTRAMAN OFFICIAL，並同時開設不同語言的專屬頻道供當地觀眾（包括正體中文，廣東話及韓文），及後於2021年，更開設TSUBURAYA IMAGINATION（日本）及ULTRAMAN CONNECTION（海外）兩個收費平台作限定作品發怖，而《超人力霸王特利卡》劇場版，更加是首套於兩個收費平台作同步上架的作品。

## 外部連結
- 圓谷製作《超人力霸王系列》官方網站 （页面存档备份，存于）（日語）
- 《超人力霸王系列》官方推特 （页面存档备份，存于）（日語）
- YouTube上的《超人力霸王系列》官方頻道
- 《超人力霸王系列》萬代官網 （页面存档备份，存于）（日語）
- 奥特曼中国官方微博（中文）
- 《超人力霸王系列》遊戲機台官網 （页面存档备份，存于）（日語）
- Ultra Taiwan 光之國 （页面存档备份，存于）